# دیوید فراست (مجری)
سر دیوید پارادین فراست (به انگلیسی: Sir David Paradine Frost)، روزنامه‌نگار و مجری سرشناس و کهنه‌کار بریتانیایی تلویزیون بود. همچنین وی در کارنامه کاری خود چندین بار با شاه ایران نیز مصاحبه داشته است.
او به دلیل انجام یک سری مصاحبه با ریچارد نیکسون رئیس‌جمهوری سابق آمریکا (پس از استعفایش) مشهور است. و همچنین در بین ایرانیان، به علت مصاحبه هایش با شاه ایران، هم پیش از انقلاب ۵۷ و همچنین پس از خروج شاه از ایران. 

## زندگی‌نامه
دیوید فراست شهرت جهانی خود را مدیون گفتگوی تلویزیونی با ریچارد نیکسون، رئیس‌جمهور پیشین آمریکا بود. این گفتگو در چند جلسه در سال ۱۹۷۷ و پس از رسوایی واترگیت ضبط شد.
پس از آن بود که فراست بیشتر فعالیت خود را معطوف به روزنامه‌نگاری سیاسی و گفتگو با سیاستمداران کرد.
از جمله گفتگوهای مطرح او مصاحبه اش با محمدرضا پهلوی، آخرین شاه ایران پس از انقلاب ایران در سال ۱۳۵۷ بود. این مصاحبه مشهور که آخرین گفتگوی تلویزیونی محمدرضا پهلوی بود در سال ۱۹۷۹ در پاناما انجام شد. نزدیک به سی سال بعد فراست با رضا پهلوی، ولیعهد سابق ایران و فرزند محمدرضا پهلوی نیز گفتگو کرد که این مصاحبه از تلویزیون الجزیره پخش شد.
او در بیش از نیم قرن فعالیت رسانه‌ای اش در بسیاری از شبکه‌های تلویزیونی برجسته جهان از جمله بی‌بی‌سی، آی‌تی‌وی، ای‌بی‌سی و ان‌بی‌سی حضور چشمگیری داشت و برنامه‌های او که عموماً نام خودش را در عنوان‌شان داشت از پرطرفدارترین برنامه‌های گفتگویی بود.
با آغاز به کار شبکه تلویزیونی الجزیره به زبان انگلیسی، فراست از مشهورترین روزنامه نگارانی بود که به استخدام الجزیره درآمد و تا سال ۲۰۱۲ در آن شبکه حضور داشت.
فراست علاوه برای اجرا در شبکه‌های مختلف تلویزیونی، در زمینه طنزنویسی نیز فعالیت داشته‌است.
فراست ۳۱ اوت ۲۰۱۳ هنگامی که بر روی کشتی تفریحی MS Queen Elizabeth به سر می‌برده در ۷۴ سالگی بر اثر سکته قلبی درگذشت.
دیوید کامرون، نخست‌وزیر بریتانیا در پیامی به خانواده او تسلیت گفته و نوشته‌است که فراست علاوه بر اینکه برای او یک «دوست» بوده، مصاحبه گری «ترسناک» نیز بوده‌است.
مستند چهار راه تمدن بشریت
مستند "چهارراه تمدن" یکی از آثار برجسته دیوید فراست است که به تاریخ ایران زمین، سرزمین پارس می‌پردازد¹²³. این برنامه هفت قسمتی ۴۰ سال پیش توسط دیوید فراست ساخته شد¹²³. 
در این مستند، با کمک چندین باستان شناس و به همراه بازسازی وقایع آن دوران، اتفاقات تاریخی را بررسی میکنند¹²³. از کوروش تا اسکندر، از اردشیر تا حمله ی اعراب، از ویرانی مغولها تا آبادی نصف جهان، از کشف طلای سیاه تا مدرنیته ی رضا شاه¹²³.
این مستند به بررسی چهار هزار سال تاریخ فرهنگ و تمدن فلات ایران می‌پردازد³. این مستند به دلیل توجه به جزئیات تاریخی و بازسازی دقیق وقایع تاریخی، به عنوان یکی از بهترین آثار در حوزه تاریخ ایران شناخته شده است¹²³.